# Epodelmis rosa
Epodelmis rosa is een keversoort uit de familie beekkevers (Elmidae). De wetenschappelijke naam van de soort werd in 1973 gepubliceerd door Howard Everest Hinton.